# Consejo de Ministros del Perú
El  Consejo de Ministros es un órgano constitucional conformado por la reunión de todos los ministros de Estado de la República del Perú. Se encuentra presidido por el presidente del Consejo de Ministros del Perú, quien es nombrado directamente por el presidente del Perú. El presidente del Gabinete es quien preside las reuniones del Consejo, salvo cuando el presidente de la República lo convoca o lo reúne con ellos y es él quien lo preside.
Los ministros son nombrados directamente por el presidente de la República a propuesta, coordinando con PCM. Dentro de los treinta días que se nombra un gabinete, deberán presentarse ante el Congreso de la República del Perú quien le debe otorgar su voto de confianza. Para que el Consejo de Ministros pueda llegar a un acuerdo se requiere el voto aprobatorio de la mayoría de sus miembros. El actual presidente del Consejo de Ministros es Eduardo Arana Ysa.

## Requisitos
Según el artículo 124.º de la Constitución Política del Perú, para ser ministro de Estado, se requiere:
- Ser peruano por nacimiento.
- Ser ciudadano en ejercicio físico.
- Haber cumplido veinticinco años de edad.
- Los miembros de las Fuerzas Armadas y de la Policía Nacional pueden ser ministros.

El artículo 92.º plantea que los congresistas pueden desempeñar la función pública de Ministro de Estado

## Funciones
El Consejo de Ministros tiene, según la constitución, las siguientes atribuciones principales:
1. Aprobar los proyectos de ley que el presidente de la República somete al Congreso.
2. Aprobar los decretos legislativos y los decretos de urgencia que dicta el presidente de la República, así como los proyectos de ley , los decretos y resoluciones que dispone la ley.
3. Deliberar sobre asuntos de interés público.

Además tienen entre sus funciones: 
1. Dirigir el proceso de planeamiento estratégico sectorial, en el marco del Sistema Nacional de Planeamiento Estratégico y determinar los objetivos sectoriales funcionales nacionales aplicables a todos los niveles de gobierno; aprobar los planes de actuación; y asignar los recursos necesarios para su ejecución, dentro de los límites de las asignaciones presupuestarias correspondientes.
2. Aprobar la propuesta de presupuesto de las entidades de su sector, respetando lo dispuesto en el artículo 32, y supervisar su ejecución.
3. Establecer las mediciones de gestión de las entidades de su Sector y evaluar su cumplimiento.
4. Proponer la organización interna de su Ministerio y aprobarla de acuerdo con las competencias que les atribuye esta Ley.
5. Designar y remover a los titulares de los cargos de confianza del Ministerio, los titulares de Organismos Públicos y otras entidades del Sector, cuando esta competencia no esté expresamente atribuida al Consejo de Ministros, a otra autoridad, o al Presidente de la República; y elevar a este las propuestas de designación en el caso contrario.
6. Mantener relaciones con los gobiernos regionales y los gobiernos locales en el ámbito de las competencias atribuidas a su sector.
7. Refrendar los actos presidenciales que atañen a su Ministerio.
8. Expedir Resoluciones Supremas y Resoluciones Ministeriales.
9. Efectuar la transferencia de competencias, funciones y recursos sectoriales a los Gobiernos Regionales y Locales y dar cuenta de su ejecución.
10. Ejercer las demás funciones que les encomienden la Constitución Política del Perú, las leyes y el presidente de la República.

Los Ministros de Estado pueden delegar, en los funcionarios de su cartera ministerial, las facultades y atribuciones que no sean privativas a su función, siempre que la normatividad lo autorice. 

## Ministerios del Perú
| Ministerio | Titular                    | Fecha de juramentación  |
| ---------- | -------------------------- | ----------------------- |
|            | Eduardo Arana Ysa          | 14 de mayo de 2025      |
|            | Elmer Schialer Salcedo     | 3 de septiembre de 2024 |
|            | Walter Astudillo Chávez    | 13 de febrero de 2024   |
|            | Raúl Pérez-Reyes           | 13 de mayo de 2025      |
|            | Carlos Malaver Odias       | 13 de mayo de 2025      |
|            | Juan Alcántara Medrano     | 14 de mayo de 2025      |
|            | Morgan Quero Gaime         | 1 de abril de 2024      |
|            | César Vásquez Sánchez      | 19 de junio de 2023     |
|            | Ángel Manero Campos        | 1 de abril de 2024      |
|            | Daniel Maurate Romero      | 6 de septiembre de 2023 |
|            | Sergio González Guerrero   | 1 de abril de 2024      |
|            | Úrsula León Chempén        | 3 de septiembre de 2024 |
|            | Jorge Montero Cornejo      | 30 de noviembre de 2024 |
|            | César Sandoval Pozo        | 13 de mayo de 2025      |
|            | Durich Whittembury Talledo | 3 de septiembre de 2024 |
|            | Fanny Montellanos Carbajal | 31 de enero de 2025     |
|            | Juan Castro Vargas         | 13 de febrero de 2024   |
|            | Fabricio Valencia Gibaja   | 3 de septiembre de 2024 |
|            | Leslie Urteaga Peña        | 31 de enero de 2025     |

## Ministerios desactivados
- Ministerio de Fomento y Obras Públicas del Perú: Fue creado el 18 de enero de 1896 por la Cámara de Senadores, contenía los sectores de Obras Públicas, Industria y Beneficencia. El Ministro despachaba en una oficina de Palacio de Gobierno; posteriormente fue trasladado a un local donde hoy se levanta el Palacio Municipal. En 1910 se dispuso su traslado permanente al Palacio de la Exposición, donde compartía las instalaciones con el Concejo Municipal de Lima; con el tiempo este local resultó insuficiente y el ministerio se albergó en el edificio ubicado en la avenida 28 de julio. En 1969, durante el gobierno de Juan Velasco Alvarado, el Ministerio de Fomento y Obras Públicas se transformó en el Ministerio de Transportes y Comunicaciones..

- Ministerio de Transportes, Comunicaciones, Vivienda y Construcción: Resultó de la fusión del Ministerio de Transportes y Comunicaciones con el Ministerio de Vivienda y Construcción en 1992. El 10 de julio de 2002 se promulgó la ley N.º 27779 en la cual se aprobaba la separación de los sectores.

- Ministerio de la Presidencia: Fue creado en agosto de 1985 con la Ley N.º 24297 y tuvo como función normar y coordinar el funcionamiento de las entidades multisectoriales y organismos públicos descentralizados del Gobierno central. Fue desactivado en el 2002.